# Treponema paraluiscuniculi
Treponema paraluiscuniculi ist ein Bakterium der Gattung Treponema und der Erreger der Kaninchensyphilis. Es wurde erstmals 1920 in den typischen Läsionen der Erkrankung nachgewiesen, 2011 wurde sein Genom vollständig sequenziert.
Das Bakterium ist streng wirtsspezifisch. Die Infektion erfolgt durch Kontakt, vor allem beim Deckakt. Ein anderer Übertragungsweg ist der von der Mutter auf den Kaninchennachwuchs bei der Geburt oder beim Säugen.
Die Krankheit beginnt mit einer Rötung und Schwellung im Geschlechtsbereich, mit anschließender Bläschenbildung. Es können Bereiche am Kopf, hier Lippen, Nase und Augenlider betroffen sein. Die Behandlung erfolgt mit Penicillin und Ampicillin. Auch die Anwendung von Desinfektionsmitteln in dem befallenen Bereich ist möglich.
Der Erreger wurde auch bei Hasen (Oryctolagus sp.) festgestellt. Es ist noch fraglich, ob es sich dabei um T. paraluiscuniculi oder um eine eigene Spezies mit dem Namen T. paraluislepori handelt. 
T. paraluiscuniculi ist eng verwandt mit Treponema pallidum.
Synonyme:
- Spirochaeta paraluis-cuniculi (Jacobsthal 1920)
- Treponema pallidum var. cuniculi (Klarenbeek 1921)
- Treponema cuniculi (Noguchi 1921)
- Spirochaeta cuniculi (Marie & Isaicu Levaditi 1921)
- Spirochaeta pallida var. cuniculi (Klarenbeek 1921)
- Spirochaeta paraluis (Pettit 1928)

## Nachweise
1. ↑  E. Jacobsthal: Untersuchungen über eine syphilisähnliche Spontanerkrankung des Kaninchens (Paralues-cuniculi). In: Derm Wschr. Band 71, 1920, S. 569–571
2. ↑  D. Šmajs et al.: Complete genome sequence of Treponema paraluiscuniculi, strain Cuniculi A: the loss of infectivity to humans is associated with genome decay. In: PLOS ONE. Band 6, Nummer 5, 2011, S. e20415, doi:10.1371/journal.pone.0020415, PMID 21655244, PMC 3105029 (freier Volltext).
3. ↑  http://www.diss.fu-berlin.de/diss/servlets/MCRFileNodeServlet/FUDISS_derivate_000000001968/05_srft.pdf?hosts=